# 河辺村 (岐阜県)
河辺村（かべむら）はかつて岐阜県郡上郡に存在した村である。
現在の郡上市大和町河辺に該当する。

## 歴史
- 1889年（明治22年）7月1日 - 町村制により河辺村発足。
- 1897年（明治30年）4月1日 - 徳永村、神路村、牧村、古道村、栗巣村と合併し、山田村発足。同日河辺村廃止。